# Бизий
Би́зий (также Бизнь, Бюзес, Бюзас, Бюзю; лат. Byza, ср.-греч. Βύξου) — фракийский правитель середины II века до н. э., упоминаемый в связи с событиями Четвёртой Македонской войны. Возможно, был соправителем в одрисском царстве.
Бизий упоминается у Диона Кассия — в передаче Зонары — как фракийский династ. Некоторые историки полагают, что Бизий был астом, на что указывает общий корень его имени и столицы этого племени. По мнению же П. Петкова, Бизий являлся соправителем одрисского царя Тереса.
Жители Фракии поддержали Андриска, выдавшего себя за сына македонского царя Персея Филиппа, во время выступления македонян против Римской республики в 149—148 годах до н. э. Однако после ряда поражений самозванца фракийцы, потеряв веру в него, начинают отходить от движения восставших. Бизий, у которого Андриск нашел убежище, по свидетельству Зонары, «из страха» выдал того римлянам.
Возможно, после окончания Четвёртой Македонской войны Бизий сверг Тереса и снова сориентировал внешнюю фракийскую политику на Рим.